# Хайреддин-паша
Хайреддин-паша (خير الدين باشا) или Тунуслу Хайреддин-паша — османский государственный деятель черкесского происхождения, великий визирь османского Туниса (1856), автор тунисской конституции (1861), великий визирь Османской империи (1879), просветитель.

## Биография
Отец Хайреддина Хасан Тлаш погиб когда Хайреддин был ещё ребёнком. В Стамбуле его встретил военный судья Ташин-бей, который перевёз мальчика в загородное имение в Канлыджа. Там Хайреддин стал партнёром по играм сына Ташин-бея, и благодаря этой близости к сыну бея получил хорошее образование, изучив турецкий язык (и, возможно, французский). Однако мальчик скончался, так и не став взрослым, и Ташин-бей продал 17-летнего мальчика послу правителя Туниса Ахмед-бея.
Около 1840 года Хайреддин появился при дворе Ахмед-бея во дворце Бардо, и стал обучаться в недавно созданной беем военной академии, где хорошо научился говорить по-арабски и по-французски. Вскоре способный юноша был замечен при дворе, и стал доверенным лицом Ахмед-бея. В 1846 году Хайреддин сопутствовал бею вместе с немногочисленным кругом других приближённых во время его двухмесячного государственного визита во Францию. Впоследствии он не раз выполнял различные дипломатические поручения бея, а также поднимался вверх в иерархии элитной части тунисской армии — кавалерии.
В 1853 году Хайреддин стал главнокомандующим тунисской кавалерии и адъютантом бея. Вскоре после этого он был послан в Париж, чтобы договориться о займе для правительства бея, и провёл во Франции четыре года. Помимо переговоров, Хайреддин занимался самообразованием, и стал хорошо разбираться в принципах западного общества, промышленности и финансах. В 1855 году Ахмед-бей скончался.

### Министр-конституционалист
В 1857 году Хайреддин, вернувшись на родину, был произведён в генералы и стал морским министром Туниса. Рост средиземноморской торговли привёл к необходимости заняться расширением портов Туниса, Хальк-эль-Уэда и Сфакса. Распространявшиеся на Тунис капитуляции Османской империи привели к тому, что иностранцы стали обладать правом экстерриториальности, что осложняло дела.
Рост иммиграции в Тунис вызвал идею введения паспортов, что также могло способствовать борьбе с контрабандой. Распространение эпидемий привело к необходимости развития санитарной службы. Все эти дела стали входить в компетенцию морского министра, всем этим занимался Хайреддин.
Хайреддин входил в состав комиссий, подготовивших манифест о правах «Ахд аль-Аман» («Фундаментальный пакт») 1857 года, конституцию и другие законодательные акты в духе модернизационных реформ турецкого танзимата. В 1861 году в Тунисе была введена конституция, учредившая законодательный Меджлис аль-Акбар (Большой совет), и бей назначил Хайреддина его президентом (председателем). Однако мощная оппозиция и фракционная борьба вскоре сделали работу невозможной, а так как противодействие реформам возглавлял великий визирь Мустафа Хазнадар, на дочери которого Хайреддин хотел жениться, то в 1862 году он, несогласный с финансовой политикой правительства, предпочёл добровольно покинуть этот и все остальные посты, кроме депутата меджлиса.
Примерно в 1862 году Хайреддин женился на своей первой жене, Джанине, которая была племянницей бея (дочерью его сестры и великого визиря Мустафы Хазнадара). У них было два сына и дочь, однако сын и жена умерли в 1870 году. Год спустя после смерти первой жены Хайреддин женился на двух сёстрах-турчанках, у каждой из которых в 1872 году родилось по сыну. Впрочем, Хайреддин предпочёл развестись с ними ради женитьбы на Камар-ханым, у которой от него родились два сына и дочь.
Смерть первой жены привела к разладу между Хайреддином и его тестем, великим визирем Мустафой Хазнадаром. Ещё в 1867 году Хайреддин написал книгу, в которой сравнивал европейские и мусульманские страны, и предлагал пути реформирования страны, и эта книга вызвала отторжение у консервативной части элиты, к которой принадлежал и великий визирь. 

### Визирь в Тунисе и Стамбуле

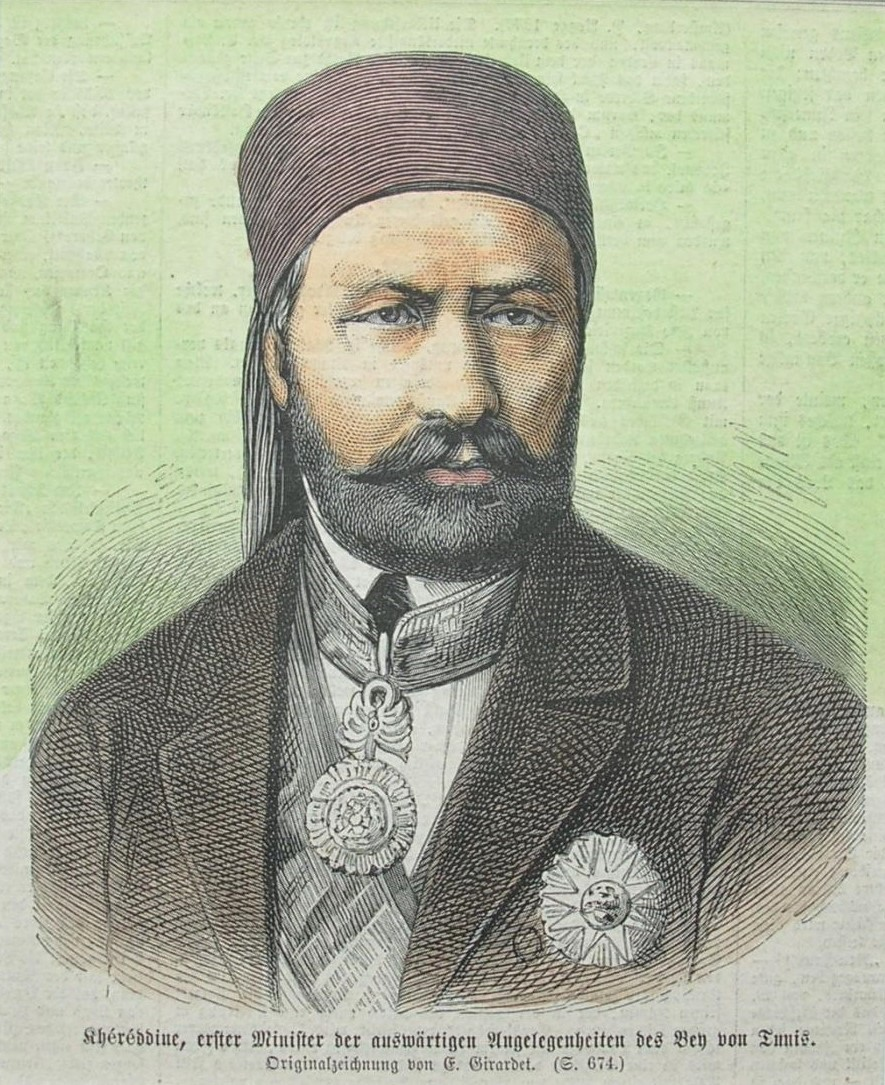
Портрет Хайреддина в 1877 году

Однако в 1873 году бей ас-Садык назначил Хайреддина великим визирем, и тот получил возможность реализовать свои идеи на практике. Тогда он провёл ряд реформ: в частности, разработал земледельческий устав (1874), реформировал преподавание в религиозно-богословском университете аз-Зитуна, основал первый национальный колледж Садикия (1875) и национальную библиотеку.
В 1877 году Хайреддин потерял пост в тунисском правительстве, и с этого времени ему стали поступать предложения из Стамбула о вхождении в состав правительства Оттоманской Порты. Так как в тунисском правительстве собрались его враги, он принял султанское предложение, и перебрался в Стамбул, распродав собственность в Тунисе. В 1878 году он работал в комиссии по реформе финансов, и, завоевав доверие султана, в конце года был назначен великим визирем Османской империи. Заняв этот пост, он начал протестовать против вмешательства дворцовой камарильи в государственные дела и ратовал за необходимость улучшения управления империей. Султан Абдул-Хамид II предпочёл избавиться от столь радикально настроенного сановника, и уже через полгода Хайреддин-паша был смещён с поста великого визиря. Правда, в 1882 году ему вновь было предложено стать великим визирем, но он отказался.
В последние годы жизни Хайреддин-паша занимался написанием меморандумов, в которых предлагал различные пути улучшения работы государственного аппарата, а также надиктовывал мемуары «Моим детям: Моя частная и политическая жизнь» (A mes enfants: ma vie privee et politique).

## Взгляды
Взгляды Хайреддина как сторонника модернизации общества, внедрения западных достижений в области научно-технического прогресса и преодоления феодальной отсталости нашли отображение в его труде о политическом устройстве европейских стран «Аквам аль-масалик фи маарифа ахваль аль-мамалик» («Вернейший путь знания о положении стран», Тунис, 1867; французский перевод «Réformes nécessaires aux États musulmans…», Париж, 1868; турецкий перевод, 1878). Доказывал, что отстаиваемые им либеральные институты, конституционное правление, личные и политические свободы не только составляют основу прогресса Запада, но и соответствуют основам мусульманского права и политической доктрине ислама.